# James Davison Hunter
James Davison Hunter   (1955) és un sociòleg estatunidenc.
Treballa com a professor de religió, cultura i teoria social a la Universitat de Virginia i va ser fundador i primer director executiu de l'Institut d'Estudis Avançats en Cultura de la mateixa universitat. Hunter és una figura prominent en el camp de la sociologia de religió i la sociologia de cultura. També destaca la seva feina relacionada amb l'estudi del moviment evangèlic i del canvi cultural. És conegut per haver creat el terme culture wars, guerra cultural.